# Municipio de Northview
El municipio de Northview (en inglés: Northview Township) es un municipio ubicado en el condado de Christian en el estado estadounidense de Misuri. En el año 2010 tenía una población de 6562 habitantes y una densidad poblacional de 420,38 personas por km².

## Geografía
El municipio de Northview se encuentra ubicado en las coordenadas 37°4′8″N 93°16′40″O / 37.06889, -93.27778. Según la Oficina del Censo de los Estados Unidos, el municipio tiene una superficie total de 15.61 km², de la cual 15.55 km² corresponden a tierra firme y (0.4%) 0.06 km² es agua.

## Demografía
Según el censo de 2010, había 6562 personas residiendo en el municipio de Northview. La densidad de población era de 420,38 hab./km². De los 6562 habitantes, el municipio de Northview estaba compuesto por el 94.77% blancos, el 1.11% eran afroamericanos, el 0.69% eran amerindios, el 0.85% eran asiáticos, el 0.03% eran isleños del Pacífico, el 0.67% eran de otras razas y el 1.87% pertenecían a dos o más razas. Del total de la población el 2.51% eran hispanos o latinos de cualquier raza.